# 日本工業大学
日本工業大学（にっぽんこうぎょうだいがく、英語: Nippon Institute of Technology、公用語表記: 日本工業大学）は、埼玉県南埼玉郡宮代町学園台4-1に本部を置く日本の私立大学。1907年創立、1967年大学設置。大学の略称は日本工大（にっぽんこうだい）、日工大（にっこうだい）、NIT（エヌアイティー）。

## 概観

### 大学全体
日本工業大学は、基幹工学部、先進工学部、建築学部を設置する理工系総合大学である。1907年（明治40年）に創立し、東京工科学校（後の日本工業大学駒場高等学校）を運営する学校法人東工学園（1990年に学校法人日本工業大学に改称）が母体となり、1967年、現在地に大学を設置した。
学当時から続く建学の精神に基づき、工業高等学校出身の学生を多く受け入れており、工業高等学校の教育に引き続き、更に高度な専門教育が行われている。日本で唯一、工業高等学校の教育を継続・発展させることを目的にした大学であり、全国の工業高等学校から進学者が集まり、在学生の大半を占めている。
一方で全国の大学と比較すると相対的に少ないものの、高校普通科や、農業工学系の学科など、工業科以外の出身学生も多く在籍している。
加えて、帰国子女や社会人、留学生向け入試の他、教員志望の特別選抜、体験講義型や活動アピール型などの特色のある選抜により、様々な方向へ門戸が開かれているため、普通高校出身の学生が大勢を占める多くの大学と異なり、多様な学生が在籍している。

### 建学の精神（理念）
建学の精神と理念は、教室・実習室やホールなど学内各所に掲示され、在学生や訪問者に周知を図っている。
学園創立100周年を契機に、「建学の精神」を要約した「日本工業大学の理念（下記においては太文字の部分）」を新たに設定し、二つを合わせて「日本工業大学綱領」として定めた。
1. 工学・技術の深化と普及
真理の探究に努めるとともに、工学理論を現場の技術に直結しうる能力をもつ高級科学技術者を育成する。
2. 技術教育の理想追求と実践
実習、製図など工業高等学校卒業程度の技術的能力を備えた人材を集め、それら知識の延長においてさらに高度の技術教育を行う。
3. 実践的技術創造人材の育成
世界各国の先進技術の摂取、発展途上国への技術伝播を行うとともにわが国工業技術の高度化に資しうる有為な人材を育成する。
4. 国際交流・産学連携の推進
産学協同の理念に基づき、現実社会との連携を密にし、その発展に寄与する。
5. 環境・共生社会への貢献
単に技術教育に偏することなく、広い世界観と堅実な思想をもち、建設的で実践的な社会人を育成する。

### 教育目標
1. 工学理論を積極的に現実社会に活用しうる創造的技術能力を持った人材を育成する。
2. 科学技術を愛し、その実体験豊富な人材に対し、その経験を生かした技術教育を行い、高度な技術能力を持った人材を育成する。
3. 広く世界の人々と交流し相互理解を深め、工学技術を通じて地球共生社会に貢献しうる人材を育成する。
4. 産業社会と工学教育の連携を密にし、広い実務的能力を持った実践的な人材を育成する。
5. 豊かな工学知識と広い教養を修め、真理を愛し健全な思想を持つ建設的な社会人を育成する。

### 環境マネジメントシステム
サステイナブルキャンパスの充実に向け、2018（平成30）年6月1日からNIT-EMS（日本工業大学環境マネジメントシステム）として、独自の環境保全活動を進めている。NIT-EMSを基に"NITの環境方針"を定め、全学生、全職員及び学内関連機関に周知すると共に広く一般にも開示され、環境推進活動に取り組んでいる。

### 特徴
- 大学入学後のカリキュラムは、工業高校などで専門科目を履修した卒業者を対象に基礎学力の強化を狙う「工学発展コース」と、普通科高校など工業専門科目を履修していない学科の卒業者を対象に一からの工学知識を集中して学ぶ「工学集中コース」[注 1]がある。
- 教員の総輩出数は1370人を超え、工業大学では日本一である[2]。
- 大学全体でSDGsに取り組んでいる[3]。
- 大学の敷地内に博物館（工業技術博物館）が併設されている。

## 沿革

### 略歴
1907年（明治40年）、後に本学の付属校となる日本工業大学駒場高等学校の前身の「東京工科学校」が開校する。近代化を進める当時の日本は、技術を持った技術者が決定的に不足し、当時の工業教育は学術的だが実践的でなく、本学は実践的技術と学術の両方を理念に掲げて開校した。
高度経済成長期の昭和30年代後半、産業界での技能習得に加えて新技術導入への対応能力を有する人材要求から、その育成に工業高校出身者の受け皿となる高等教育機関が求められるが、該当する大学は存在しなかった。
1961年、産学と保護者から支持を得た『大学をつくろう』の表明に、当時東京工業高等学校（2008年に日本工業大学駒場高等学校に改名）を運営していた学校法人東工学園が応え、1967年に「日本工業大学」が開学した。
21世紀に入り世界的に環境問題が叫ばれる中、2001年6月、国際規格ISO 14001取得など環境問題にも取り組む。

### 年表

#### 明治
- 1907年 - 東京工科学校の校名で設立が認可される。校舎は小石川水道端町に位置した。
- 1908年 - 東京工科学校が開校する。生徒数は70名。季節に因み帽章は梅花を交錯する。
- 1908年 - 電工科、機械科、建築科、採鉱冶金科の4学科体制になる。
- 1911年 - 校舎神田錦町3丁目24番地に移る。
- 1912年 - 土木科を設置する。

#### 大正
- 1923年 - 関東大震災により校舎全体が焼失した。
- 1923年 - 仮校舎落成、全員同校舎で授業を開始する。

#### 昭和
- 1930年 - 鉄筋コンクリート5階建校舎が落成する。
- 1931年 - 組織を変更し、「財団法人東京工科学校」を設立する。実業学校令工業学校規定により、小学校卒業を入学資格とする5年制甲種工業学校の東京工業学校を設置する。昼間部に機械科、夜間部[注 2]に土木科を設置する。
- 1935年 - 東京工科学校の校名を「東京高等工科学校」と改称する。学制を改め、小学校卒を入学資格とする3年制乙種工業学校として前記の甲種工業学校に併設する。昼間部に機械科、建築科を設置して夜間部は従来通りとする。
- 1935年 - 法人名を「財団法人東工学園」と改称する。
- 1939年 - 目黒区駒場に校地購入する。
- 1943年 - 長野県上高地に健民修練所を開設[注 3]する。
- 1943年 - 東京工業学校の学科を昼夜共に、機械科、建築科、土木科の3科とする。
- 1945年 - 戦災により木造校舎、実習工場および設備、鉄筋コンクリート校舎1・2階が全焼する。
- 1945年 - 新学制により、東工学園中学校を設置[注 4]する。
- 1948年 - 新学制実施により東京工業学校を廃止、「東京工業高等学校」を設置[注 5]する。
- 1948年 - 目黒区駒場町751番地の現在地に校舎落成して神田から駒場に移転する。
- 1948年 - 東京高等工科学校を設置[注 6]する。
- 1951年 - 法人名を「学校法人東工学園」と改称[注 7]する。
- 1957年 - 全日制土木科を廃止して機械工作科を設置する。
- 1962年 - 全日制課程に電気科と工業計測科、定時制課程に電気科を設置する。
- 1964年 - 鉄筋第3校舎が完成する。
- 1967年 - 日本工業大学を開学[注 8]する。学園創立60周年を記念し開学する。機械工学科、電気工学科、建築学科[注 9]を設置する。
- 1967年 - 日本工業大学後援会を設立する。
- 1969年 - 工学部に教職課程（工業）が認定される。
- 1969年 - 本館（1,2,3号館）が完工する。
- 1972年 - 4号館が完工する。
- 1972年 - セミナーハウス天元山荘が完工する。
- 1975年 - 工学部システム工学科を設置[注 10]する。
- 1978年 - 機械工作センター、電気実験センター、電算機実験センターを設置する。
- 1979年 - 工学部に教職課程（技術）が認定される。
- 1979年 - 材料試験センターを設置する。
- 1980年 - 保健体育センターを設置する。
- 1982年 - 大学院工学研究科・修士課程（機械工学専攻、電気工学専攻、建築学専攻）を設置[注 11]する。
- 1983年 - 建築技術センターを設置する。
- 1985年 - 工業教育研究所を設置する。
- 1985年 - 超高圧放電研究センターを設置する。
- 1987年 - 電気工学科を電気電子工学科に名称変更し、大学院工学研究科・博士課程（機械工学専攻、建築学専攻）を設置[注 12]する。
- 1988年 - 工業技術博物館を埼玉キャンパス内に設置する。

#### 平成
- 1990年 - 法人名を学校法人日本工業大学、高校名を「日本工業大学付属東京工業高等学校」、中学校名を「日本工業大学付属中学校」にそれぞれ名称変更[注 13]する。
- 1993年 - 留学生別科（日本語研修課程）を設置する。
- 1993年 - 国鉄2100形蒸気機関車の動態保存を開始する。
- 1995年 - 工学部情報工学科を設置[注 14]する。
- 1997年 - スチューデントセンターが完工する。
- 1999年 - スチューデントラボを設置する。
- 2001年 - 国際規格ISO 14001を取得する。
- 2004年 - 財団法人大学基準協会より「適合」認定される。
- 2005年 - 大学院技術経営研究科（専門職大学院）技術経営専攻、専門学校を神田神保町に設置。教職教育センター、学修支援センターを設置する。
- 2006年 - 産学連携起業教育センターを設置する。
- 2007年 - 学園創立100周年を迎える。
- 2007年 - 情報技術センターと事務システム管理室を統合し、システム管理室を設置する。
- 2009年 - ものづくり環境学科、生活環境デザイン学科の2学科を設置し、システム工学科から創造システム工学科へ名称変更[注 15]する。
- 2009年 - 学科をまとめて学群を新たに設置し、各学群に学群共通科目を配置して、学群内の転学科を認める。機械工学科、ものづくり環境学科、創造システム工学科の3学科を機械システム学群に、電気電子工学科、情報工学科の2学科を電子情報メディア学群に、建築学科、生活環境デザイン学科の2学科を建築デザイン学群にまとめる。
- 2011年 - 18号館が完工する。
- 2011年 - 環境科学ラボを設置する。
- 2012年 - 第4回エコ大学ランキングで全国総合第1位に入賞する。
- 2013年 - 機械実工学教育センターを設置する。
- 2013年 - W2棟が完工する。
- 2013年 - 検品センターを設置する。
- 2016年 - 環境教育研究センターを設置する。
- 2017年 - 新食堂棟（ダイニングホール）と新クラブ棟が完工、ピザリアトレビ（第二食堂）の増築が完工する。
- 2017年 - IR室、アドミッション・オフィス、地域連携統括センターを設置。
- 2018年 - 50年続いた工学部を改組し、基幹工学部、先進工学部、建築学部を設置する。
- 2018年 - 旧食堂棟の跡地に多目的講義棟が完工。廃車になった箱根登山鉄道モハ1型電車(103号)を展示。もう1両は鈴廣本店に展示されている。

#### 令和
- 2019年 - 応用化学棟が完工する。
- 2025年 - 基幹工学部の電気電子通信工学科から学科名称変更予定。電気電子通信工学科から学科名称変更予定。

## 基礎データ

### 所在地
- 埼玉キャンパス（埼玉県南埼玉郡宮代町学園台4-1）
- 神田キャンパス（東京都千代田区神田神保町2-5）

### 象徴

#### 校章
校章は「日」と「工」の文字組み合わせで、本学モットーの誠実、勤勉、明朗が色彩で示され、白は誠実、ブルーは明朗、黒は勤勉で、色調は工科系に相応しいものとして野中宏親がデザインを手がけた。

#### 校歌
「日本工業大学校歌」は1970年制定され、作詞は神保光太郎、作曲は越谷達之助である。学園讃歌「我が学舎に栄光あれ」は1977年に制定され、作詞・作曲共に神津善行である。それぞれ日本工業大学後援会のホームページ上で音楽ファイルが公開されている。

## 組織
全ての学部は、4年間、埼玉県の埼玉キャンパスで学ぶことができる。学年により離れたキャンパスへ移動になることはない。

### 基幹工学部
- 機械工学科
  - デザイン・設計系
  - エネルギー・制御系
  - 生産技術系
- 電気情報工学科　(2025年度から）
  - 電気情報系
  - 電子情報通信系
- 環境生命化学科　(2025年度から）
  - 物質デザイン系
  - 材料科学系
  - 生物工学系

### 先進工学部
- ロボティクス学科
  - ハードウェア系
  - ソフトウェア系
- 情報メディア工学科
  - メディア工学
  - メディア表現
- データサイエンス学科
  - データアリナシス系
  - 人工知能系
  - システムデザイン系

### 建築学部
- 建築学科・建築コース
  - 建築・都市デザイン分野
  - 構造・環境エンジニアリング分野
- 建築学科・生活環境デザインコース
  - 住空間デザイン分野
  - 福祉空間デザイン分野

### 学部・学科の変遷
2009年（平成21年）は環境をテーマに大改組を行い、2019（平成31）年は工学部設置50周年を期に大改組を行った。
| 1967（昭和42）年  | 1975（昭和50）年      | 1987（昭和62）年      | 1995（平成7）年       | 2009（平成21）年                             | 2018（平成30）年                         | 2022（令和4）年                          | 2025（令和7）年                          |
| 工学部 機械工学科 | 工学部 機械工学科     | 工学部 機械工学科     | 工学部 機械工学科     | 工学部 機械システム学群 機械工学科           | 基幹工学部 機械工学科                    | 基幹工学部 機械工学科                    | 基幹工学部 機械工学科                    |
| 工学部 機械工学科 | 工学部 機械工学科     | 工学部 機械工学科     | 工学部 機械工学科     | 工学部 機械システム学群 ものづくり環境学科   | 基幹工学部 機械工学科                    | 基幹工学部 機械工学科                    | 基幹工学部 機械工学科                    |
| 工学部 機械工学科 | 工学部 システム工学科 | 工学部 システム工学科 | 工学部 システム工学科 | 工学部 機械システム学群 創造システム工学科   | 先進工学部 ロボティクス学科              | 先進工学部 ロボティクス学科              | 先進工学部 ロボティクス学科              |
| 工学部 機械工学科 | 工学部 システム工学科 | 工学部 システム工学科 | 工学部 システム工学科 | 工学部 機械システム学群 創造システム工学科   | 基幹工学部 応用化学科                    | 基幹工学部 応用化学科                    | 基幹工学部 環境生命化学科                |
| 工学部 機械工学科 | 工学部 システム工学科 | 工学部 システム工学科 | 工学部 情報工学科     | 工学部 電子情報メディア学群 情報工学科       | 先進工学部 情報メディア工学科            | 先進工学部 情報メディア工学科            | 先進工学部 情報メディア工学科            |
| 工学部 電気工学科 | 工学部 電気工学科     | 工学部 電気電子工学科 | 工学部 情報工学科     | 工学部 電子情報メディア学群 情報工学科       | 先進工学部 情報メディア工学科            | 先進工学部 データサイエンス学科          | 先進工学部 データサイエンス学科          |
| 工学部 電気工学科 | 工学部 電気工学科     | 工学部 電気電子工学科 | 工学部 電気電子工学科 | 工学部 電子情報メディア学群 電気電子工学科   | 基幹工学部 電気電子通信工学科            | 基幹工学部 電気電子通信工学科            | 基幹工学部 電気情報工学科                |
| 工学部 建築学科   | 工学部 建築学科       | 工学部 建築学科       | 工学部 建築学科       | 工学部 建築デザイン学群 建築学科             | 建築学部 建築学科 建築コース             | 建築学部 建築学科 建築コース             | 建築学部 建築学科 建築コース             |
| 工学部 建築学科   | 工学部 建築学科       | 工学部 建築学科       | 工学部 建築学科       | 工学部 建築デザイン学群 生活環境デザイン学科 | 建築学部 建築学科 生活環境デザインコース | 建築学部 建築学科 生活環境デザインコース | 建築学部 建築学科 生活環境デザインコース |

### 大学院
本大学院では、四年制大学卒業者相当向けの工学研究科と、実務経験を有する社会人向けの技術経営研究科が設置されている。工学研究科は学部に引き続き埼玉キャンパス、技術経営研究科は神田キャンパスに設置され、両研究科は学生層と教員が異なる上、キャンパスも離れている。

#### 工学研究科
博士前期課程（2年制）・博士後期課程（3年制）を有する。博士前期課程を修了すると修士（工学）の学位が授与され、博士後期課程を修了すると博士（工学）の学位が授与される。成績が優秀な内部進学者は学費が減免される。
PBL（プロジェクト・ベースド・ラーニング）を本格的に取り入れている。工学研究科専用の研究スペースの整備を図り、課題発見能力や問題解決能力を養う実践的な教育を展開している。また、プロジェクトのテーマは一般企業からも受け付けている。1年次はPBLのプロジェクト科目を中心に専門領域を横断して幅広い分野を学ぶ。2年次は分野別に構成される専門領域を学修し、最終的には論文または設計を完成させる。
- 環境共生システム学専攻
  - 物質デザイン部門
  - 材料・環境科学部門
  - 生物工学部門
- 機械システム工学専攻
  - 加工学・生産工学部門
  - エネルギー変換工学・計測制御工学部門
  - メカトロニクス・ロボット工学部門
- 電子情報メディア工学専攻
  - エレクトロニクス領域
  - 情報通信技術領域
  - マルチメディア領域
- 建築デザイン学専攻
  - 建築計画
  - 建築意匠設計
  - 建築史
  - 建築構造・材料
  - 建築環境・設備

以下は工学研究科の変遷である。（）内は博士後期課程設置年度を示している。
- 2013（平成25）年度の改組は、4年前の学部大改組に合わせ、これまで学科毎に対応していた専攻を学群毎に対応する専攻へとし、更に全学科から進学可能な環境共生システム専攻を加えた4専攻とした。それに伴い、工学研究科（博士前期課程）の入学募集定員を40名から100名へ、全学年の定員も200名へと大幅に拡大された。

| 1982（昭和57）年                            | 1993（平成5）年｛1995（平成7）年｝        | 1999（平成11）年｛2001（平成13）年｝      | 2013（平成25）年｛2015（平成27）年｝ |
| 工学研究科 機械工学専攻｛1987（昭和62）年｝ | 工学研究科 機械工学専攻                   | 工学研究科 機械工学専攻                   | 工学研究科 機械システム工学専攻      |
| 工学研究科 機械工学専攻｛1987（昭和62）年｝ | 工学研究科 システム工学専攻               | 工学研究科 システム工学専攻               | 工学研究科 機械システム工学専攻      |
| 工学研究科 機械工学専攻｛1987（昭和62）年｝ | 工学研究科 システム工学専攻               | 工学研究科 システム工学専攻               | 工学研究科 環境共生システム学専攻    |
| 工学研究科 機械工学専攻｛1987（昭和62）年｝ | 工学研究科 システム工学専攻               | 工学研究科 情報工学専攻                   | 工学研究科 電子情報メディア工学専攻  |
| 工学研究科 電気工学専攻｛1989（平成元年）｝ |                                           | 工学研究科 情報工学専攻                   | 工学研究科 電子情報メディア工学専攻  |
| 工学研究科 電気工学専攻                     |                                           |                                           | 工学研究科 電子情報メディア工学専攻  |
| 工学研究科 建築学専攻｛1987（昭和62）年｝   | 工学研究科 建築学専攻｛1987（昭和62）年｝ | 工学研究科 建築学専攻｛1987（昭和62）年｝ | 工学研究科 建築デザイン学専攻        |

#### 技術経営研究科
専門職学位課程を有する1年制の専門職大学院である。対象は大学卒業後5年以上の実務経験を有する者、または、9年以上の実務経験を有し十分な知識と実績を有する者と認められた場合である。中堅や中小企業の技術経営に特化した高度な専門知識習得のため、実業家教員が実例やケーススタディなどを基に実践的に指導する。開講は平日夜間と土曜日で、週3日程の受講と最終試験の合格で技術経営修士（専門職）の学位が授与される。
- 技術経営専攻（MOT）
  - 中小企業技術経営コース
  - プロジェクトマネジメントコース
  - 起業・第二創業コース
  - 中小企業診断コース

### 別科

#### 留学生別科
留学生別科は、日本の理工系大学への留学を希望する外国人生に、日本語と大学教育受講の基礎学力育成が目的である。修了生は学修履歴や成績に応じ日本工業大学工学部または大学院工学研究科への推薦入学が認められる。

### 付属機関

#### 先端材料技術研究センター
日本工業大学の研究拠点および産学コラボレーション拠点として大学・企業のニーズに対応した技術支援を行う。

#### ファインブランキングセンター
高速・高精度の新加工プロセスの開発を目指す産学連携研究の拠点で、2003年度文部科学省「産学連携推進事業」採択の研究プロジェクト拠点として建設される。

#### LCセンター
学園創立100周年を記念して建設され、図書情報複合施設「LCセンター」（Library and Communication Center）として2007年10月に開館し、図書館とレストラン（アルテリーベ）や学習室が併設されている。

#### 工業技術博物館
歴史的に価値ある産業の発展に貢献した工作機械等、250台以上の機械を機種別、製造年代順に展示しており、工作機械の7割は動態保存で、一般に公開している。本館・蒸気機関車館・別館で構成されており、展示品は機械・機器類、大小合わせて400点以上に及ぶ。また、かつての町工場も復元してあるのもこの博物館の特徴である。また、国家プロジェクトで開発されたガスタービンエンジンなども展示し、国鉄などに長年活躍した19世紀末英国製の蒸気機関車も動態保存して、時々運行している。同博物館の展示物のうち、178点が国（文部科学省）の登録有形文化財に、62点が経済産業省の近代化産業遺産に、232点が日本機械学会の機械遺産に指定されている。

#### 工業教育研究所
1971年4月に開設され、一貫して工業技術教育のあり方、特に中学校や工業高校から大学や大学院に至る工業技術教育の実践的研究をする。工業高校と日本工業大学との遠隔授業による研究成果の一般化に関し研究開発し、本学へ「ジュニアマイスター」取得後入学した学生の現況調査と研究する。各界有職者及び技術者による自由科目を開講している。

#### 産学連携起業教育センター
企業の多彩な技術開発ニーズに呼応し、各種専門分野の技術相談に応ずる幅広い産業交流ネットワーク育成や、企業の研究開発拠点として産学共同研究ラボの開放などを行う。

#### 生涯学習センター
教養講座、資格講座、本学と学外機関との協定あるいは連携事業を行う。多様な研究成果を広く一般に開放し、地域社会の生涯学習充実や産業界の発展に寄与することを目的に、1990年『公開講座センター』として発足し、1995年、『生涯学習センター』に名称を変更する。

### 外郭団体

#### 工友会
卒業生の同窓会組織で、卒業生相互の連携と親睦や母校発展への貢献を目的に卒業生が運営する大学の外郭団体である。
- 事務局 - 埼玉キャンパス1号館3階
- 学科支部 - 機械工学科同窓会、電気電子工学科支部、建築学科同窓会、システム工学科支部、情報工学科支部
- 地域支部 - 全国区から入学するため、卒業生による地域支部も全国に存在するという特徴がある。
  - 関東地方 - 埼玉県支部、神奈川県支部、千葉県支部、栃木県支部、群馬県支部
  - 東北地方 - 岩手県支部、青森県支部、秋田県支部、山形県支部、福島県支部
  - 中部地方 - 愛知県支部、長野県支部、静岡県支部
  - 近畿地方 - 大阪府支部、兵庫県支部
  - 四国・中国地方 - 広島県支部、山口県支部、愛媛県支部、香川県支部、徳島県支部、高知県支部、岡山県支部、山陰支部
  - 九州地方 - 沖縄県支部
  - 外国 - タイ・バンコク支部
- 活動内容 - 卒業後に工友会会員として積極的に活動する学生への奨学金の給付や、ホームカミングデーを大学と毎年共催する。

#### 後援会
在学生父母または保証人が構成し、本学教育方針に則り大学と学生家庭間の連絡を密にして、大学後援、興隆発展へ寄与、会員相互の親睦を目的とする団体である。
- 事務局 - 埼玉キャンパス1号館1階の総務部総務課内に設置。
- 支部 - 全国区から入学するため、父母・保証人による組織も全国区に拠点が置かれている。
  - 関東地方の設置支部 - 栃木支部、茨城支部、群馬支部、千葉支部
  - 東北地方の設置支部 - 青森支部、岩手支部、秋田支部、蔵王支部（山形、宮城）、福島支部
  - 中部地方の設置支部 - 山梨支部、長野支部、新潟支部、静岡支部
  - 東海支部（愛知、岐阜、三重）
  - 近畿支部（滋賀、京都、大阪、奈良、和歌山、兵庫）
  - 東中国支部（岡山、鳥取）
  - 西中国支部（広島、山口、島根）
  - 北陸支部（富山、石川、福井）
  - 沖縄支部

- 活動内容
  - 大学の施設および教育環境に関する援助
  - 学生自治会等への援助
  - 学生の課外活動を指導する教職員への援助
  - 表彰記念品の贈呈
  - 行事への協力
  - 後援会文庫（図書館所蔵図書）の寄贈
  - 健康診断料の負担
  - 地域別教育懇談会の開催
  - 後援会支部活動への援助
  - 教職員と学生による環境に関する研究への助成
  - 学生生活の環境整備協力

## 教育および研究

### 教育
基本は「実工学」で実験、実習、製図など体験学習で工学の本質に迫り、「実工学教育」で実践的エンジニア育成を図る。
- データサイエンスプログラム

全学部を対象とし、基礎レベルを超えたデータサイエンティストを養成するプログラムである。修了要件を満たした学生は修了証が交付される。必修科目として、「情報リテラシー」、「データサイエンスとAI入門」、「数理統計」の計6単位を履修し、選択科目（データベース、データ工学、アルゴリズムとデータ構造、システム最適化、人工知能、機械学習Ⅰ・Ⅱ、計算知能、Iotシステムデザイン、経営情報システム等）から8単位以上を修得するする必要がある。なお、データサイエンス学科学生は自動的に参加者である。
- カレッジマイスタープログラム
  - 共通教育学群：物理体感工房
  - 機械工学科：機械加工工房、フォーミュラ工房、プロダクトデザイン工房、知能化モビリティ、温故知新ものづくり学
  - ロボティクス学科：ロボット制作プロジェクト、ヒューマノイドロボット工房、ロボットボランティア
  - 環境生命化学科：Science Grit、SDGs for Engineers
  - 情報メディア工学科・データサイエンス学科：フィジカルコンピューティング工房
  - 建築学科：木造建築工房

上記のいずれかのプログラム内の科目を全て修了し、かつ関連科目を履修した学生は、選考の上カレッジマイスターの称号が与えられ、賞状もしくはメダルが授与される。
- 環境教育

国際環境規格ISO 14001を全学で認証取得し、教養科目に環境系科目、専門科目に環境関連した科目が設置される。
- 出前授業

教員が高等学校訪問して高校生が興味や関心を持つ分かり易い授業を行い、高校生が来校して講義、実験、実習を体験する。
- 修業期間制度

修業期間は原則として学部は4年間、工学研究科修士課程は2年、経営技術研究科は1年、工学研究科博士課程は3年となっている。
工学部には早期卒業（飛び級）制度が存在し、2年次までのGPAが3.5以上、修得単位が100単位以上の条件を満たした上で、本人の申し出により3年次から卒業研究に着手することが可能と判断された場合、大学院への進学を前提に3年間で学部を卒業できる。
- 単位制度

学部では卒業までに必修科目を含め124単位以上の習得を必要とし、毎学期20単位以上の修得が望ましいと案内されている。学期毎の履修上限は24単位であるが、直前学期のGPAが3.5以上の者は、次学期の履修上限が28単位に拡大される。
各学年に進級する際は単位要件が定められており、2年次への進級は30単位、3年次への進級は30単位、4年次への進級は108単位と定められている。
卒業の延期はセメスター（半年毎）で数えられ、休学は3カ月以上1年以内とされる。
詳細は学生便覧によって規定されており、入学年度や学科によって制度が多少異なる。
- セメスター制度

1つの学年を2つの学期に分けた期間をセメスターと呼び、4年間で8つのセメスターを段階的に積み上げて卒業するシステムを採用している。
- キャリア教育

学生の就職意欲を醸成する為、1年次から4年次まで様々なキャリア教育が導入されている。1年次のフレッシュマンゼミでは、担当する教員の元で擬似的なクラス体制を持ち、大学で修学する事への目標や意義を明確化、将来への職業観を持たせ、有意義な大学生活へ導く事を目標としている。2年次の専門キャリアデザインでは、自発的なキャリア構築を目指し、就職活動へ向け具体的な準備を進める。3年次のインターンシップ・キャリア工房では、インターンシップの事前教育を含めた、希望企業の調査・分析を行い、インターンシップの成果報告会も実施する。更に就職支援ガイダンスでは、学部3年次と大学院1年次を対象として行われ、外部講師を招いて就職活動の実践的な対策を指導する。4年次まで続けられる学内合同企業説明会では、本学生を積極的に採用している多くの企業が来校し、殆どの学生がこの説明会をきっかけにして就職を果たしている。

#### 資格
- 教育職員免許

各学科で定められた科目を履修し、卒業することにより、一種教育職員免許状を取得する事ができる。
|            |                      | 中学校教諭一種免許状 | 中学校教諭一種免許状 | 高等学校教諭一種免許状 | 高等学校教諭一種免許状 |
| 技術       | 数学                 | 工業                 | 情報                 |                        |                        |
| ---------- | -------------------- | -------------------- | -------------------- | ---------------------- | ---------------------- |
| 基幹工学部 | 機械工学科           | ○                    | ○                    | ○                      |                        |
| 基幹工学部 | 電気電子通信工学科   | ○                    | ○                    | ○                      |                        |
| 基幹工学部 | 応用化学科           |                      |                      | ○                      |                        |
| 先進工学部 | ロボティクス学科     | ○                    |                      | ○                      |                        |
| 先進工学部 | 情報メディア工学科   | ○                    | ○                    | ○                      |                        |
| 先進工学部 | データサイエンス学科 |                      |                      |                        | ○                      |
| 建築学部   | 建築学科             | ○                    | ○                    | ○                      |                        |

- 教育職員専修免許

一種免教育職員許状を取得した者が、大学院工学研究科の各専攻で定められた科目を履修し、修士の学位を収めることにより、教育職員専修免許状を取得する事ができる。取得条件には、該当する一種の免許状を取得している必要がある。
|                          | 中学校教諭専修許状 | 高等学校教諭専修免許状 | 高等学校教諭専修免許状 |
| 技術                     | 工業               | 情報                   |                        |
| ------------------------ | ------------------ | ---------------------- | ---------------------- |
| 環境共生システム学専攻   | ○                  | ○                      |                        |
| 機械システム工学専攻     | ○                  | ○                      |                        |
| 電子情報メディア工学専攻 | ○                  | ○                      | ○                      |
| 建築デザイン学専攻       |                    | ○                      |                        |

- 技術士補（国家資格）

機械工学科の実践機械工学プログラム（JABEE認定プログラム）を卒業すると技術士補になる事ができる。
このプログラムへの進級は、希望する機械工学科2年生の適性を考慮して選抜される。
- 電気主任技術者（国家資格）

電気電子通信工学科では、指定の科目を履修して卒業し、1年の実務経験を経れば、第三種電気主任技術者の認定を得られる。
- 電気通信主任技術者（国家資格）

電気電子通信工学科では、指定の科目を履修すると、電気通信主任技術者の特定の科目（電気通信システム）が免除される。
- 建築士（国家資格）

建築学科では、指定の科目を履修して卒業すると、一級建築士及び二級・木造建築士の受験資格を得られる。
- 基本情報技術者試験（国家試験）

ロボティクス学科では、特定の科目の単位を取得し、修了試験に合格することで、基本情報技術者試験（FE）の午前の部の受験が1年間免除される制度がある。

#### 奨学金制度
学業の向上を目的とした学内奨学金による授業料減免制度が複数存在する。
入学時奨学金
- 特別奨学生入試

1期（推薦・面接）と2期（筆記・面接）が存在し、早期に行われる1期のみ、単願かつ評定平均が4.3以上必要となる。この入試を利用して入学した学生は、初年度の授業料の半額または全額が減免される。
- 入試奨学金

一般入試、センター利用入試、専門高校入試（S工業科（単願・推薦）、B工業科（併願可・自己推薦））合格者の内、入試の成績が優秀かつ学業の進展が期待できる者に認定され、初年度の授業料20万円が減免される。
- AO入試奨学金

AOコーディネータ入試による合格者のうち、各学科2名を上限として初年度の授業料49万円が減免される。
日本工業大学学業奨励奨学金
1年以上在籍する学生（学部生2年次〜4年次）が対象で、学業成績が優秀な者に認定される。詳細な選考方法は各学科により異なり、毎年度末に選考が行われ、主に該当年度のGPA（成績）によって決められる。
- エクセレントスチューデント（ES）奨学金

認定された学生は年間50万円の授業料が減免される。
- リマーカブルスチューデント（RS）奨学金

ESに次ぐ学業成績優秀者が認定され、年間20万円の授業料が減免される。
日本工業大学工友会奨学金
1年以上在籍する学生（学部生2年次〜4年次及び大学院生）が対象で、卒業後、工友会会員として積極的に活動し、社会の産業発展に貢献し得る充分な資質を有すると認められる者。他の給付型奨学金を受けている者は不可で、在学中に１回限り、年間20万円の授業料が減免される。
日本工業大学大川陽康奨学金
大学院に入学予定の成績優秀者が対象であり、授業料が減免される。

### 研究
- 科学研究費助成事業

2012（平成24）年度の科学研究費助成事業において、本学で採択された研究は33件である。2015（平成27）年度では更に増加して43件となった。
- 文部科学大臣賞

情報工学科磯野春雄教授が、平成20年度の文部科学大臣表彰・科学技術賞（研究部門）を受賞する。磯野研究室の研究成果が、第6回の日本聴覚障害学生高等教育支援シンポジウムで3年連続奨励賞を受賞し、NHK教育番組に取材される。
- グッドデザイン賞

建築学科那須秀行准教授が共同研究する住友林業のBig Frame構法が住宅構法初のグッドデザイン賞を受賞する。
W2棟（建築学科生活環境デザインコース実験研究棟）が2013年度グッドデザイン賞を受賞する。
- 研究室配属

工学部である特性上、学生全員が研究室に所属して卒業研究が課せられる。3年次に仮配属、4年次に本配属がなされ、卒業論文または設計を完成させて卒業に至る。3年次では所属する学科の研究室紹介の後、各自研究室を訪問・マッチングを行った上で仮配属が決定する。仮配属期間では各研究室により内容は異なるが、研究に必要とする能力の研修やプレゼンテーション力の養成を図ると共に研究内容を定めてゆく。4年次の本配属では原則として仮配属時の研究室に引き続き所属し卒業研究を行う。
- 特別ゼミ

卒業研究着手前の1年生から3年生を対象に、希望する研究室（ゼミ）で研究を行える制度がある。各研究室2名程度まで随時受け入れており、担当する教員に認められれば特別ゼミとして単位が認定される。研究内容は学生自らのアイディアを持ち込む、または工業高校における卒業条件となった課題研究を続けられる側面もある。

## 学生生活

### 学生自治会

#### 委員会等
- 中央執行委員会
- 大学祭実行委員会
- 体育祭実行委員会
- 卒業アルバム委員会
- 学生生活向上委員会
- 学生環境推進委員会
- 吹奏楽団

#### 体育会本部
- 球技系 - アメリカン・フットボール部、硬式庭球部、硬式野球部、サッカー部、軟式庭球部、軟式野球部、卓球部、バスケットボール部、バドミントン部、バレーボール部、ハンドボール部、ラグビー部
- 武術系 - アーチェリー部、空手道部、弓道部、剣道部、柔道部
- 陸上系 - 自転車競技部、スキー部、体操競技部、陸上競技部、ワンダーフォーゲル部
- その他 - サバイバルゲーム部

#### 文化団体連合会
- 芸術系 - コミック・イラスト研究部、写真部、新建築デザイン研究会（NADS）、特撮研究部、美術部
- 音楽系 - サウンド・オブ・ミュージック、モダン・フォーク・ソング・クラブ（MFSC）、友遊楽団、ロックフィールクラブ
- 技術系 - 車両製作部、マイクロコンピュータ研究部、無線部、放送研究部（NBC）
- その他文化系 - 哲学研究部、撮り貴族

#### 県人会
- 秋田県人会、沖縄県人会、新潟県人会、ヒラメ会(青森県人会)、福島県人会、宮城県人会

#### 自主サークル（結成届出済）
- RPGサークル、eスポーツサークル、車両競技サークル、CLC、スノーボードサークル、プレイスポーツサークル、ボルダリングサークル、アウトドアサークル、サッカー&フットサルサークル、天豐會、English Fusion Circle、NITポケモンサークル

### 大学祭
「若杉祭」が毎年11月上旬に埼玉キャンパスで3日間開催され大学祭実行委員会が準備と運営する。会期中にホームカミングデー、建築設計競技表彰式、工業技術博物館特別展を行う。

### 体育祭
毎年5月中旬、埼玉キャンパスで学部一年生向けの競技会として行われる、玉入れ、騎馬戦、棒引きなどの競技が開催される。

### 年間の行事
- 4月上旬：春季入学式、春季オリエンテーション、春季授業開始
- 5月中旬 - 下旬：体育祭
- 5月下旬：学生総会
- 6月29日：学園創立記念日
- 7月下旬：春学期試験期間
- 8月上旬：夏祭り
- 9月中旬：秋季オリエンテーション、秋季学位記授与式、秋季入学式、秋学期授業開始
- 11月上旬：大学祭
- 11月下旬：学生総会
- 1月下旬：秋学期試験期間
- 3月下旬：学位記授与式、定期健康診断

## 施設

### 埼玉キャンパス
埼玉キャンパスは埼玉県宮代町に所在している。

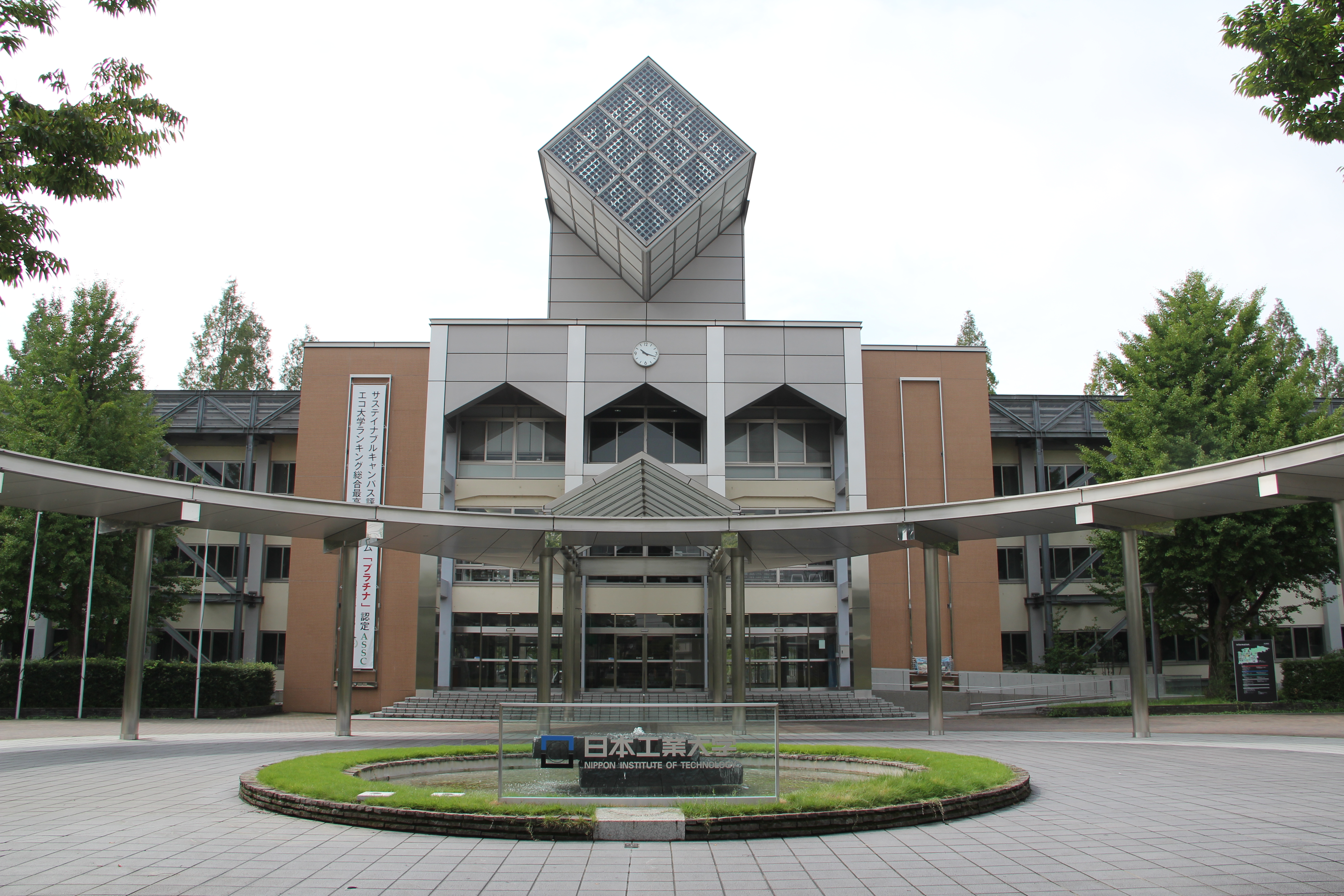
埼玉キャンパス1号館正面

駅から徒歩圏内であるものの、敷地の一部が東武動物公園と隣接し、キャンパス内は緑が広がり、多種の野鳥を見てとれる程である。
面積は、東京ドーム約6個分の広大なキャンパスで、約4000名の学生が通っている。
キャンパスのエコミュージアム化を推進し、研究成果などが環境に与える影響や環境対策設備・機器などを目に見える形にしている。
例えば、本館屋上に採光型の太陽光発電システムが設置され、1号館の1階ホールにその発電状況がモニタリングされている。
その他にも、本学が中心となった共同研究をベースに最新技術を導入して開発された、高性能なハイブリッド風力発電装置も設置され、学内の夜間照明などに利用されており、発電能力が大学で日本一の523kWである。
キャンパス内には、「クリーン・グリーン・エコキャンパス」という標語が掲げられた看板を複数設置し、学生の環境意識向上を図り、学生ボランティアによるキャンパスの清掃を行っている。
それらの試みが評価され、2012年にNPO法人による環境対策の評価を行う「第4回エコ大学ランキング」において、全国総合評価で第1位となった。
- 創立110周年・大学設置50周年を記念したキャンパス整備

2017年、学園創立110周年及び大学設置50周年を迎えるのを機に、創立以来最大規模のキャンパス整備を行う。
現在のクラブ棟を食堂機能を含めた大規模な施設に建て替え、食堂跡地に多目的講義棟を設置する計画である。また、第2食堂（ピザリアトレビ）が増築される。
多目的講義棟は次世代型教育であるアクティブラーニング強化の為に設置され、現在の本館(1号館・2号館・3号館)と4号館の機能を複合した大規模施設となり、キャンパス整備後も本館や4号館は維持される。
現在、本館に設置されている学習支援センター・英語教育センターなどが移設され、新たに初年次教育センター・スチューデントプラザ・ラーニングセンター・多目的スペースなどを設置する。講義教室は多様な講義形態に対応したフレキシブルな施設となる。
- 使用学部：基幹工学部（全学年）、先進工学部（全学年）、建築学部（全学年）
- 使用研究科：工学研究科（博士前期課程・博士後期課程）
- 敷地面積：282,118m2

最寄駅
- 東武動物公園駅より徒歩で約15分、スクールバスで約5分である。
- 新白岡駅よりスクールバスで約12分

### 神田キャンパス
神田キャンパスは東京都千代田区に位置する。鉄道アクセスが非常に良好で、各種路線が利用可能である。皇居や日本武道館が徒歩圏内など周辺環境が充実し、最上階の日本庭園から神田が一望できる。
- 使用研究科：技術経営研究科（全コース）
- 敷地面積：507 m2

最寄駅
- 神保町駅より徒歩で約2分
- 九段下駅より徒歩で約6分
- 水道橋駅より徒歩で約10分

### 学生食堂
埼玉キャンパス内学生食堂は、メニューなどがイベント情報番組「プレミアの巣窟」で価格に比してボリュームが多いと評される。生ごみはコンポスト処理機で一日150kgを100%堆肥化して再資源化し、キャンパス外への排出はゼロでエコミュージアム化に貢献している。

#### さくらプラザ
ダイニングホールとLCセンター内のレストランと連続した大規模な食堂群である。昼時は非常に混雑するため、平日（授業日に限る）12:00〜13:00は食事専用となる。昼食時ではレストランと連続した大規模な食堂として機能し、それ以外の時間帯では一部食堂機能を残し、LCセンターと連続した大規模な学習スペースとして機能する様になる。
- ダイニングホール（旧第1食堂） - クラブ棟目の前、LCセンター側に設営されており、創立110周年を記念したキャンパス整備で移転が行われた。ワンコインランチ、日替わりランチ、日工大ランチや、うどん、蕎麦等の麺類がある。同一の券売機を利用するが、それぞれ定食類、麺類の売り場は異なり、フードコートの形式で利用できる。
  - 営業時間（通常日）10:00～18:30、ランチメニュー ～14：00迄、麺類 ～16：00迄
  - 営業時間（土曜日）10:00～15:00、ランチメニュー・麺類 ～14：00迄

- ベーカリーコーナー - 旧売店からダイニングホール内に移転した。
  - 営業時間（通常日）10:00～13:30、焼きたてパン ～13：00迄、ソフトクリーム 11：00～13:30まで
  - 土曜日 休業

- みのり寿司 - ダイニングホール内に併設されている寿司屋であり、主に丼類を取り扱っている。旧第一食堂（ダイニングホール）と共に現在地に移転した。
  - 営業時間（通常日・土曜日）11:00～14:00（材料がなくなり次第終了）

- レストラン　アルテリーベ（旧談話室） - 旧談話室からLCセンター内の旧カフェテリアに移転したレストランである。
  - 営業時間（通常日）8:30～17:00、モーニングメニュー ～10：30迄、通常メニュー 10：30～17：00
  - 営業時間（土曜日）8:30～15:00

#### スチューデントテラス
創立110周年を記念したキャンパス整備で増築された。また、食堂ではないがサービスデスクが併設され、株式会社NITクリエイトが月 - 土曜日の9：00 - 17:00に営業している。
- キッチン＆カフェトレビ（旧第2食堂） - 4号館目の前、多目的ホール側に設営されている食堂である。テラスに屋根が新設され、日中は座席が配されて利用できるようになった。ランチメニューや、パスタ系など洋食メニューを中心に扱う。また、旧カフェテリアにレストランが移転された事に伴い、一部役割を引き継いでいる。
  - 営業時間（通常日）10:00～17:00、ランチメニュー ～14：00迄、パスタ 11：00～15:00、パフェ類 10:00～15:00
  - 営業時間（土曜日）10:00～14:00

#### スチューデントホール（スチューデントセンター）
- 軽食堂（カレーコーナー） - クラブ棟目の前、多目的ホール側に建つスチューデントホール1階に設営されている。カレーの他、サイドメニュー、トッピングが選べる。
  - 営業時間（通常日）10:00～14:00
  - 土曜日 休業

- 売店- 文房具や教科書など扱う。現在は5号館の1階に移動している。
  - 営業時間（通常日）9:00～19:00
  - 営業時間（土曜日）9:00～17:00

### 付属施設

#### 工業技術博物館
1987年（昭和62年）、学園創立80周年記念事業の一環で埼玉キャンパス敷地内に開設される。
ムーンライト計画で開発されたガスタービンエンジンの実物、FJR710ジェットエンジン、日本の産業を支えた稼動状態の工作機械が250台以上、機種別、製造年代順に展示され、一般公開されている。1991年（平成3年）以降、毎年、身近なテーマをもとにした特別展を館内にて開催し、1993年（平成5年）9月から、1891年（明治24年）イギリスダブス社製の国鉄2100形蒸気機関車「2109号」が動態保存され、キャンパス内にある120 m鉄路で定期的に有火運転を行いマスコミで紹介されることがある。1998年度、工学教育賞（文部大臣賞）を受賞し、展示物は登録有形文化財に178点、近代化産業遺産に63点が指定される。
利用情報
- 開館時間：9:30 - 16:30（入館は16:00まで）
- 休館日：日曜・祝日、8月中旬 - 下旬、年末年始
- 蒸気機関車の運転予定日：当館へ事前問い合わせ
- 入場料：無料

#### LCセンター図書館
埼玉キャンパスLCセンター内にあり、私工大懇話会対象である。ゲートのカードリーダーに学生証または職員証を触れて入館するが、問題発生時は正面入口入館ゲートのインターフォンで対応する。貸出は学生証または職員証や利用者カードが必要で所属により貸出冊数が異なる。
利用情報
- 開館時間：平日、土曜日9:00 - 20:30、授業休講日9:00 - 17:00
- 休館日：日曜、祝日、本学休業日
- 蔵書数：223,497冊｛2015（平成27）年3月現在｝
- 閲覧座席数：642席
- 利用資格：本学学生（学部生、大学院生）、留学生別科学生、研究生、研究員、科目等履修生、教職員、本学卒業生、18歳以上の近隣住民・在勤者、私工大懇話会図書館連絡会加盟大学生、埼玉県大学・短期大学図書館協議会（SALA)加盟大学生、センター長が許可した者

### 学外施設

#### カナダ研修所（カナダキャンパス）
アルバータ州にある研修所で、「カナダ特別セミナー」や「2×4木造建築工房」履修時に利用する。学外施設だが「カナダキャンパス」と案内される場合もある。研修所の本館建物は歴史的裁判所を保存修復したものである。

#### セミナーハウス
ゼミや部活などの合宿に利用される施設で、在学生や付属校生徒は割安な料金で宿泊できる。
赤倉山荘
- 所在地：新潟県妙高市大字赤倉

妙高高原にある。四季折々の風情が豊かで冬季はスキーなどウィンタースポーツも楽しめる。

## 大学関係者と出身者

### 大学関係者
- 理事長：柳澤章
- 学長：竹内貞雄
  - 初代：小野 健二(1967～1971年)、二代：平野 智治(1971～1973年)、三代：藤岡 通夫(1973～1977年)、四代：吉田 衛(1977～1979年)、五代：三浦 靱郎(1979～1987年)、六代：大川 陽康(1987～1995年)、七代：神馬 敬(1995～2003年)、八代：柳澤 章(2003～2011年)、九代：波多野 純(2011～2015年)、十代：成田 健一(2015～2023年)。年号は在任期間を示す。
- 特別栄誉教授：中村修二

### 出身者
- 所澤秀樹（フリーライター）
- 河田賢治（政治家・元衆議院議員・元参議院議員）※東京工業学校卒
- 山根幹人（映画監督・映画理論家）※東京工業学校卒
- 佐藤英児（実業家）※大学院のみ
- 照井資規（陸上自衛官）※大学院のみ

## 対外関係

### 自治体
近隣の市町と包括的連携協定を締結している。
- 宮代町
- 春日部市
- 杉戸町
- 幸手市

### 企業
産学連携で下記の埼玉県内に拠点を置く金融機関と提携している。
- 埼玉りそな銀行
- 武蔵野銀行
- 埼玉縣信用金庫
- 川口信用金庫

### 独立行政法人

#### 国立科学博物館大学パートナーシップ
学生のリテラシー向上やサイエンスコミュニケーション能力向上を目的に、国立科学博物館による教育機関との連携事業が行われている。
日本工業大学の学生は、以下の国立科学博物館を初めとする常設展を無料、特別展を600円引きで利用できる。
- 国立科学博物館(上野公園)
- 自然教育園
- 筑波実験植物園

### 公益財団法人

#### 東京都歴史文化財団パートナーシップ
会員校の学生生活における様々な場面で、東京都歴史文化財団の人的資源及び、財団が管理運営する都立文化施設を活用できる制度である。
学生証の呈示により以下の常設展や入館が無料となり、一部の有料企画展で特別割引される。
- 東京都庭園美術館 - 入場無料
- 東京都江戸東京博物館 - 常設展無料
- 江戸東京たてもの園 - 入場無料
- 東京都写真美術館 - 収蔵展無料
- 東京都現代美術館 - 常設展無料

### 大学

#### 私工大懇話会
首都圏に位置する私立工科系大学図書館のネットワークで、加盟大学図書館同士の相互協力の一環として資料の閲覧、貸出サービスが行われている。
- 加盟大学一覧：私工大懇話会

#### 単位互換協定校
大学間の交流と教育の充実を目的とし、埼玉県東部地区大学単位互換協定を締結している。全ての協定校は、相互の往来が容易な東武伊勢崎線（東武スカイツリーライン）沿線上にキャンパスが設置されている。
- 獨協大学
- 文教大学
- 埼玉県立大学

#### 彩の国連携力育成プロジェクト
- 埼玉県立大学
- 城西大学
- 埼玉医科大学

#### 世界提携校
- 華中科技大学（1983年提携）(中国)
- 高苑科技大学（1990年提携）(台湾)
- モンクット王工科大学トンブリー校（1991年提携）(タイ)
- レスブリッジカレッジ（1995年提携）(カナダ)
- 南台科技大学（1995年提携）台湾
- 国立交通大学（1997年提携）台湾
- イリノイ大学シカゴ校（1999年提携）(アメリカ)
- ノッティンガム大学・建築環境学科（2002年提携）(イギリス)
- カールスルーエ専門大学（2002年提携）(ドイツ)
- 中国科技大学（2003年提携）台湾
- チュラロンコン大学（2007年提携）タイ
- 中国海洋大学（2007年提携）中国

## 事故
2016年に東京・明治神宮外苑のイベント会場で学生制作の木製のジャングルジム形の展示作品が燃え、中で遊んでいた男児（当時5才）が焼死。助けようとした父親もやけどし重傷を負った。

## メディア

### 撮影協力、ロケ地
- 『梅ちゃん先生』（2012年） - ドラマ撮影協力、劇中で梅子が勤労奉仕する工場として
- 『声春っ!』（2021年）- ドラマ撮影協力、劇中の声優学校（きらめき声優学園）として[17]
- 『あのときキスしておけば』（2021年） - ドラマ撮影協力、劇中の病院（那覇市立総合医療センター）として[18]
- 『愛のけんぽ』（2021年） - 健康保険組合連合会のWebCM撮影協力、劇中の病院中庭として[19]
- 『刑事7人-SEASON7-』（2021年） - ドラマ撮影協力、劇中の大学として、警察署廊下として[20]
- 『漂着者』(2021年） - ドラマ撮影協力、劇中の大学（上越工科大学）として、病院として[21]
- 『ハコヅメ』(2021年） - ドラマ撮影協力、劇中の警察学校（埼玉第二警察学校）として[22]
- 『お花のセンセイ』（第2弾）（2021年） - ドラマ撮影協力、劇中の大学（関東工科大学院）、公園として[23]
- 『だから殺せなかった』（2022年） - ドラマ撮影協力、劇中の大学（名峰学院大学）として[24]
- 『Adobe CM』（2022年） - アドビ株式会社「Adobe Creative Cloud 学生・教職員向け個人版」のテレビ・WebCM撮影協力、劇中の大学（翠山大学）として[25]
- 『真夜中にハロー!』（2022年） - ドラマ撮影協力、劇中の大学として[26]
- 『不幸くんはキスするしかない!』（2022年） - ドラマ撮影協力、劇中の大学（桜丘学院大学）として[27]
- 『明日、私は誰かのカノジョ』（2022年） - ドラマ撮影協力、劇中の大学（明京大学）として[28]

### 美術協力
- 『人は見た目が100パーセント』 - ドラマ美術協力（同大学のヒューマノイドロボット「ニコット」が「ロボット」（城之内純と同居しているケアロボット）役として出演）
- 『アバランチ』 - ドラマ美術協力（秋元俊成准教授）[29]